# No More Stories/Are Told Today/I'm Sorry/They Washed Away/No More Stories/The World Is Grey/I'm Tired/Let's Wash Away
No More Stories/Are Told Today/I'm Sorry/They Washed Away/No More Stories/The World Is Grey/I'm Tired/Let's Wash Away er Mew's 5. album, der udkom 
i Skandinavien 17. august, i UK 24. august, i U.S.A. 25. august, og i Japan 26. august 2009.
No More Stories... er produceret af Rich Costey der også producerede deres gennembrudsalbum album Frengers, og er Mews første album efter bassisten Johan Wohlert forlod gruppen.